# 섹스 러브 앤 테라피
《섹스 러브 앤 테라피》(프랑스어: Tu veux ou tu veux pas)는 2014년 공개된 프랑스의 로맨틱 코미디 영화이다.

## 출연

### 주연
- 소피 마르소
- 패트릭 브루엘
- 장 피에르 마리엘

### 조연
- 클라우데 페론
- 빠트릭 브라우드
- 파스칼 데몰론
- 마리 리비에르
- 필리페 하렐
- 스칼리 딜페이랫
- 카밀르 파노나클
- 페니 시드니
- 로랑 아인느만
- 알렉시아 바리어

## 기타
- 세트: 캐서린 자리에-프리어
- 섭외: 니콜라스 론치